# Monte Barraù
Monte Barraù (o Monte Barracù) è un rilievo di 1.420 m s.l.m. della catena dei Monti Sicani ricadente nel territorio di Corleone, comune italiano della Città Metropolitana di Palermo in Sicilia.
Si tratta di una delle vette più alte dei monti Sicani, dopo Rocca Busambra, Monte Cammarata e Monte delle Rose; da esso nasce il fiume san Leonardo, che nel primo tratto assume il nome di "fiume della Mendola".

## Etimologia
Il toponimo deriva dall'Arabo ra’s e ĝabal bū ‘r-rahū, latinizzato come Burrachu.

## Descrizione
Il rilievo montuoso è ricco di affioramenti sorgentizi i cui  trovano spazio un gran numero di espressioni fitocenotiche in larga misura correlate all’escursione altitudinale ed alla variazione dei substrati costituiti da depositi argillosi terziari e successioni carbonatiche mesozoiche del dominio Imerese-Sicano.

## Archeologia
Una recente ricerca archeologica ha identificato 12 siti con concentrazioni di ceramica che vanno dalla Età del Rame medio e del Bronzo al Periodo classico, Medioevo fino al Periodo tardo moderno con strutture in pietra a secco legate soprattutto ad attività pastorali. 

## Flora e vegetazione
Un recente studio floristico ha permesso di censire 502 taxa infragenerici afferenti a 87 famiglie e 313 generi. La famiglia più consistente è quella delle Asteracee (70 entità) seguita da Fabaceae (56), Poaceae (43), Apiaceae (29), Lamiaceae (21), Brassicaceae (18), Ranunculaceae (17), Rosaceae (16), Orchidaceae (10), ecc. Tra le emergenze floristiche censite nell’area vanno si segnalano Nepeta apulei, taxon a distribuzione Mediterranea sud-occidentale, Cephalaria syriaca, archeofita molto rara a livello regionale, Scorpiurus vermiculatus, Linaria chalepensis, entità note solo per poche stazioni nell’Isola.
Tra le comunità vegetali sono presenti:
1. la macchia ad Euforbia arborescente (Oleo-Euphorbietum dendroidis Trinajstic 1974) che si insedia in modo sporadico lungo i pendii ripidi esposti a sud;
2. l’arbusteto a Rhamnus alaternus, cenosi di degradazione della lecceta;
3. le formazioni a Ulmus canescens, che si collocano nelle depressioni umide;
4. l’arbusteto a Biancospino di Sicilia riferibile al Crataegetum laciniatae Brullo & Marcenò 1984, comunità arbustiva montana localizzata nelle aree sommitali dei rilievi;
5. l’ampelodesmeto (Helictotricho convoluti-Ampelodesmetum mauritanici Minissale 1985);
6. il pascolo montano ascrivibile al Cynosuro-Leontodontetum siculi Brullo & Grillo 1978, tipica formazione prativa presente sopra i 1.000 m s.l.m.;
7. il pascolo montano con Cachrys ferulacea (Cachyretum ferulaceae Raim. 1980), che sostituisce la precedente in superfici soggette ad intensa erosione;
8. la gariga con Thymus spinulosus (Carduncello-Thymetum spinulosi Brullo & Marcenò 1984), peculiare cenosi erbaceo-camefitica, che colonizza i suoli pietrosi molto superficiali sopra i 900 m;
9. la vegetazione casmofitica (Scabioso-Centauretum ucriae Brullo & Marcenò 1979), che colonizza le rupi carbonatiche;
10. la lecceta basifila (Aceri campestris-Quercetum ilicis Brullo 1984), che si insedia su substrati calcarei, talvolta anche con notevole acclività;
11. la lecceta con Ostrya carpinifolia (Ostryo-Quercetum ilicis Lapraz 1975), che predilige stazioni più fresche e ombreggiate;
12. la ripisilva a Salix pedicellata e Populus nigra, riferibile all’Ulmo canescentis-Salicetum pedicellatae Brullo & Spampinato 1990, insediata nel fondo delle forre umide ed ombreggiate;
13. la vegetazione igrofila con Helosciadium nodiflorum (Helosciadietum nodiflori Br.-Bl., Roussine et Nègre 1952), che colonizza la parte più interna dei corsi d’acqua, dove scorrono piccoli rivoli perennanti;
14. la vegetazione igrofila a Nasturtium officinale (Nasturtietum officinalis Seibert 1962), che s’insedia su suoli limosi e argillosi caratterizzati da ristagno idrico.

## Rete Natura 2000
Il rilievo ricade nella Zona di Protezione Speciale ITA020037.